# Production de porcelaine à Jingdezhen

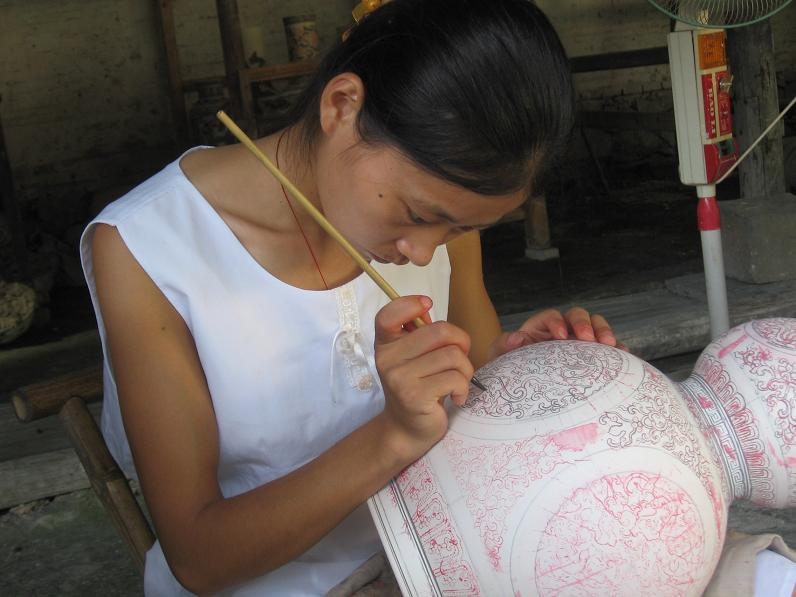
Décoration de la porcelaine, de nos jours, à Jingdezhen.

La production de porcelaine à Jingdezhen a fait de la ville la capitale mondiale de la porcelaine, ce qu'elle est sans doute encore. Sous l'impulsion de la dynastie Yuan, et surtout de la dynastie Ming, Jingdezhen devint le centre principal de la céramique chinoise, ainsi que le siège de l'administration impériale de la porcelaine à partir de 1393.

## Histoire

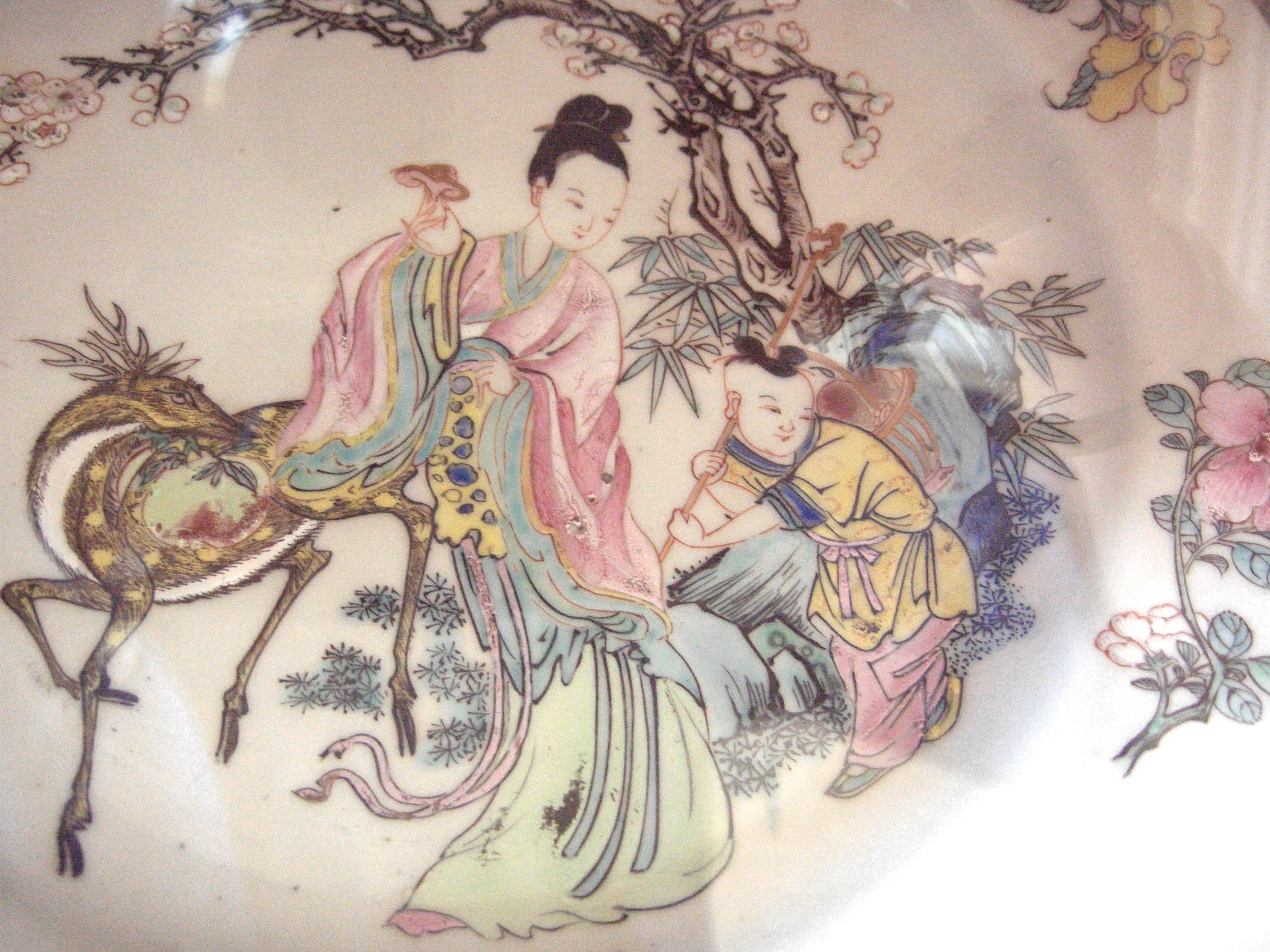
Xi Wang Mu, divinité taoïste figurant sur un plat de porcelaine de la « famille rose », d'époque Yongzheng (Dynastie des Qing).

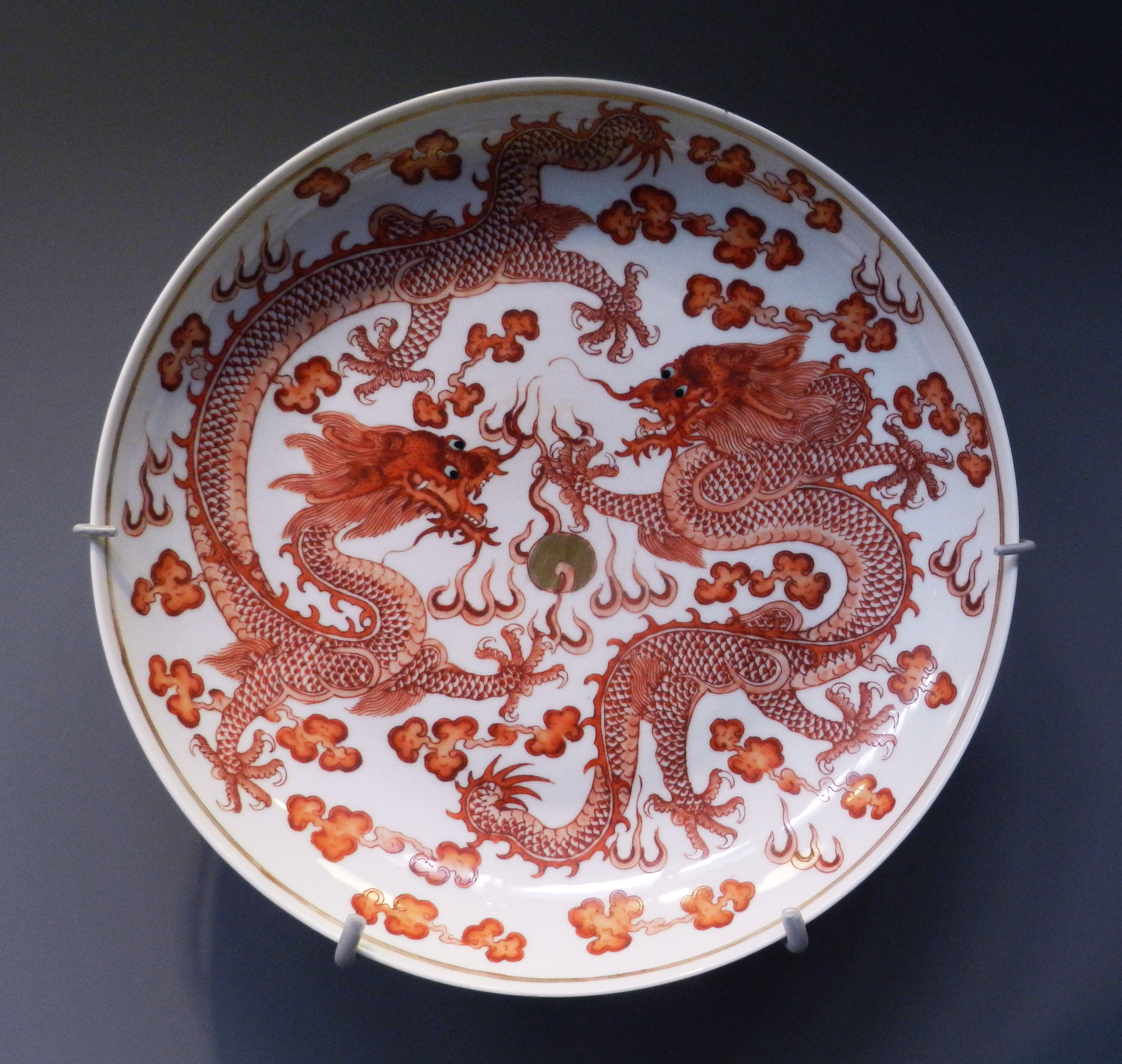
Plat creux aux Dragons provenant des fours de Jingdezhen (règne de Guangxu, 1875-1908).

- Sous les Tang : Déjà, sous la dynastie Tang, on disait de Jingdezhen, dans le district de Fuliang, que la ville abritait « des fours reliant un village à un autre, des fours allumés partout ».
- Sous la dynastie Song, la région de Jingdezhen produisait des porcelaines qingbai[2] ;
- Sous la dynastie mongole des Yuan, les premières porcelaine « bleu et blanc », trouvées dans des tombes datant de 1319 à 1336, venaient principalement de Jingdezhen.

Les fours jingdezhen permettaient d'améliorer la qualité de production par le mélange d'argile et de kaolin, qui donnait un corps plus dur. Les artisans s'écartèrent du style classique des Song pour s'intéresser à l'art arabe, et concevoir des pièces « bleu et blanc » au décor exubérant ; certaines de ces pièces se vendirent en abondance au Proche et Moyen-Orient. Ces améliorations techniques contribuèrent à établir Jingdezhen comme le grand centre de production de la porcelaine pour les siècles suivants.
- Sous les Ming, les fours jingdezhen permirent d'atteindre la perfection dans la translucidité et l'éclat de la porcelaine. Grâce à ses liens avec la Cour, la région entourant Jingdezhen devint le centre de l'industrie de la porcelaine en Chine. En 1393 ou en 1402, l'administration impériale de la porcelaine de la dynastie des Ming s'installa à Jingdezhen.

Une large partie de la production de porcelaine était destinée à la Cour impériale, comme tribut ou pour l'usage quotidien ; une autre était destinée à l'exportation ; la Cour elle-même offrait ces porcelaines comme cadeaux diplomatiques. Enfin, une grande quantité de céramiques furent vendues à toutes les classes sociales. Au XVe siècle, le nombre des articles de tribut fabriqués à Jingdezhen atteignait cent mille pièces par an.
En 1540, plus de dix mille personnes travaillaient à la production de la céramique, selon un processus très élaboré, puisque chaque pièce devait passer par 70 étapes.
Les différents fours étaient spécialisés dans différentes productions, selon les variations d'atmosphère et de température nécessitées par chacune.
- Sous les Qing : Bien que les Qing fussent une dynastie mandchoue, et non chinoise, les trois grands empereurs que furent Kangxi, Yongzheng, et Qianlong étaient également tous les trois des amateurs éclairés de porcelaines, grands promoteurs de la qualité de la fabrication sous leurs règnes respectifs. Ils savaient tirer parti des meilleurs talents, et les fours impériaux de Jingdezhen regroupaient les grands producteurs de porcelaine que furent Zang Yingxuan (de 1681 à 1688), Lang Tingji (de 1705 à 1712), et Tang Yin (de 1728 à 1756) ou encore Liu Yuan[5].

## Organisation de la ville sous les Qing

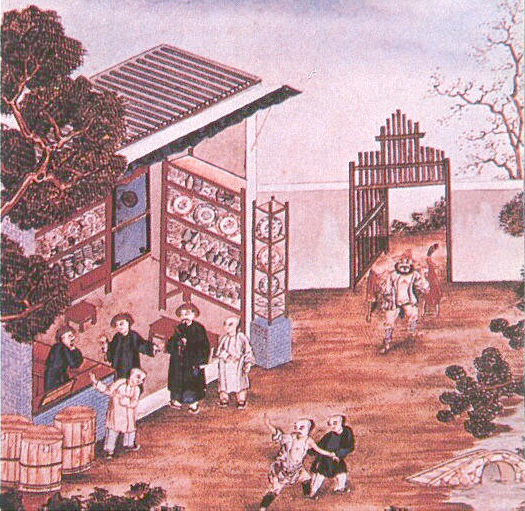
Jingdezhen à l'époque du père d'Entrecolles, sous la dynastie des Qing.

Le père d'Entrecolles, un jésuite que son apostolat avait amené à Jingdezhen, a décrit dans sa correspondance la ville au temps des Qing : 

« […] Deux rivières arrosent King-tö-tchen. Sur la plus grande des deux, un grand port de plus d'une lieue est aménagé. On voit quelquefois, dans ce vaste espace, deux ou trois rangs d'embarcations à la queue les unes des autres. […] Trois mille fours y brûlent à longueur d'année, donnant la nuit des impressions d'incendie gigantesque. […] On compte dix-huit mille familles de potiers. L'ensemble de la population représente environ un million d'âmes. Il s'y consomme chaque jour 10 000 charges de blé, 1 000 cochons, sans parler de la viande de cheval et de chien. »

La ville était organisée de façon rationnelle, avec des rues qui se coupaient à angle droit, délimitant des blocs de taille identique. Les compétences de chacun étaient exploitées au mieux, les aveugles et les estropiés étant chargés de broyer les pigments des couleurs.
Un seul mandarin gouvernait la ville ; selon sa longueur, chaque rue était supervisée par un chef ou par plusieurs, chaque chef ayant dix subalternes, chargés chacun de dix maisons. Les rues étaient fermées la nuit par des barricades gardées chacune par un homme. Les étrangers n'étaient pas autorisés à résider dans la ville, et devaient habiter sur leur bateau, ou loger chez des gens de leur connaissance, qui répondaient de leur bonne conduite.

Le transport des porcelaines, entre les ateliers et les fours où elles devaient être cuites, se faisait à dos d'homme. Le père d'Entrecolles décrivait le spectacle dans ses lettres: 

« J'ai été surpris de voir qu'un homme tienne, en équilibre sur ses épaules, deux planches longues et étroites sur lesquelles sont rangées les porcelaines, et qu'il passe ainsi par des rues fort peuplées, sans briser sa marchandise. »

Les fours étaient constitués de chambres en forme de cloche, placées les unes à côté des autres sur un terrain ascendant, ce qui est une caractéristique fondamentale des fours chinois, et communiquant entre elles. La cuisson commençait par le petit feu, qui durait vingt-quatre heures, puis continuait avec le grand feu, sous la supervision constante de deux hommes, qui contrôlaient régulièrement le bon déroulement de la cuisson.
Lorsque le feu pouvait enfin être arrêté, on laissait refroidir, pour ne défourner les pièces que trois à cinq jours après.
Les porcelaines, une fois achevées, étaient ensuite expédiées, la plupart du temps par le fleuve. Celles qui étaient destinées à l'Europe étaient transportées vers Canton ; leur voyage se terminait à dos d'homme franchissant le col de Meiling, après un parcours total de neuf cents kilomètres.
Une autre possibilité d'acheminement vers Canton existait, moins escarpée, mais plus périlleuse, à cause des pirates qui sillonnaient les mers de Chine ; elle consistait à faire tout le voyage par la mer, en partant de Nankin; c'est probablement la raison pour laquelle certaines pièces fabriquées à Jingdezhen étaient connues en Europe comme « porcelaine de Nankin », alors qu'elles ont été expédiées en Europe par Canton, comme les porcelaines acheminées par l'intérieur des terres.

## Ressources naturelles

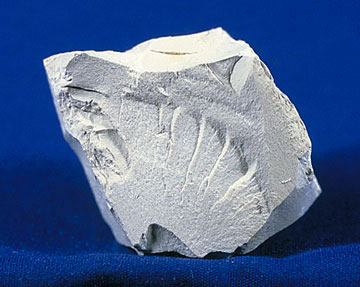
Kaolin, « les os de la porcelaine », selon les Chinois.

Outre sa position centrale dans la Chine du Sud, Jingdezhen bénéficie d'une ressource naturelle essentielle, le kaolin, indispensable à la fabrication de la porcelaine.
De la dynastie Yuan jusqu'au XVIIe siècle, Jingdezhen s'approvisionna en argile du mont Macang, voisin de la ville ; puis les artisans de la ville durent chercher une nouvelle source d'approvisionnement en argile, qu'ils trouvèrent à Gaoling (chinois : 高岭, « collines hautes »), carrière située près de Jingdezhen, et d'où vient le nom de kaolin. Gaoling resta en exploitation de la fin des Ming au règne de Qianlong.
Enfin, de 1507 à 1875 environ, les fours impériaux durent s'approvisionner en argile à d'autres sources, en particulier dans le district de Xingzi, à 330 kilomètres à l'ouest de Jingdezhen.

## L'Europe et la porcelaine de Jingdezhen

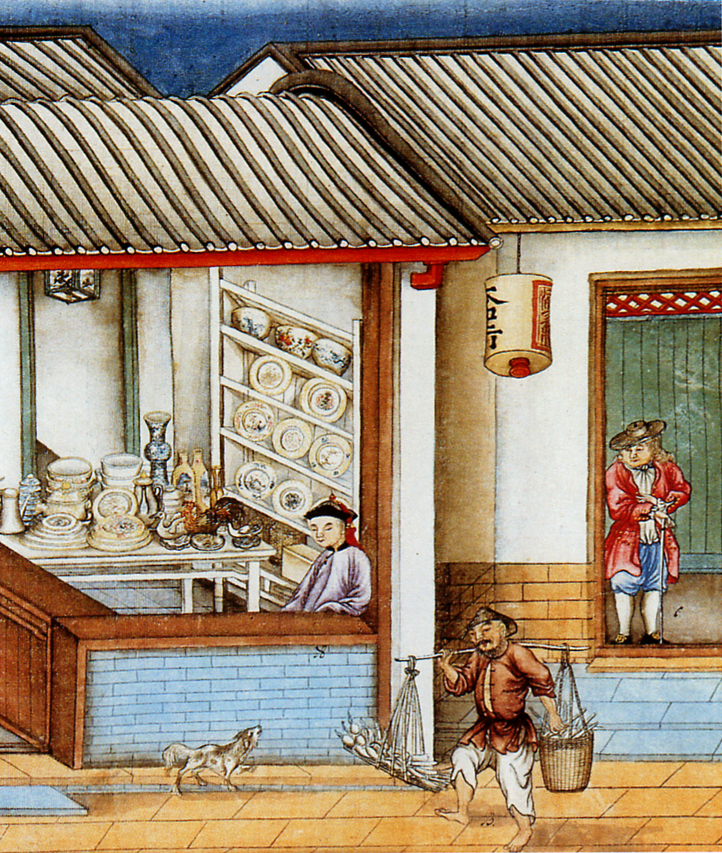
Compagnie des Indes orientales : boutique de marchand de porcelaine à Canton.

### La porcelaine d'exportation des Qing
Connues sous le nom de « production de la Compagnie des Indes orientales », les porcelaines d'exportation sont des porcelaines exécutées en Chine pour honorer les commandes des Européens. Le rôle de la compagnie n'était pas de produire ces céramiques, mais de les acheminer de Chine en Europe.
Les Européens appréciaient ces céramiques, et s'intéressèrent tout d'abord aux porcelaines « bleu et blanc » ; puis l'intérêt se porta sur les pièces des familles rose et verte, caractéristiques des règnes de Yongzheng et de Qianlong, à la fin du XVIIe et au début du XVIIIe siècle.
Enfin, de nombreuses pièces étaient fabriquées à Jingdezhen « en blanc », ou partiellement décorées, pour être achevées à Canton, ornées de sujets qui pouvaient être totalement européens : personnages occidentaux en costumes du XVIIIe siècle, inscriptions en alphabet latin, armoiries, etc.
Les objets les plus demandés étaient la vaisselle, ainsi que les objets pour la toilette, comme les plats à barbe, brocs, crachoirs, ou encore des objets divers tels que chandeliers ou appliques.
Chaque pays d'Europe envoyait en Chine ses modèles pour y être reproduits par l'industrie céramique locale: chopes à bière, pots à pharmacie, gobelets de Delft, Moustiers, etc.

### Le père d'Entrecolles
Au début du XVIIIe siècle, alors que l'Europe cherchait, sans y parvenir, à reproduire les porcelaines importées de la Chine des Qing, le père d'Entrecolles, qui résidait à Jingdezhen, observa attentivement le processus de fabrication de la porcelaine et écrivit deux lettres restées fameuses, qui décrivaient la fabrication de la porcelaine, telle qu'il l'avait observée.
Il fit également parvenir en France des échantillons de kaolin, dont on découvrit le premier gisement en France, à Saint-Yrieix-la-Perche aux environs de 1765.

## La production actuelle
La production a connu un lent déclin depuis le règne de l'empereur Qianlong. Un renouveau se fait au XXe siècle avec les huit amis du Mont de la Perle, assemblée se tenant tous les soirs de pleine lune pour évoquer le travail de la porcelaine. Actuellement, des artistes comme Zhao Kun, San Zi, Wang Huhui ou Hei Yue utilisent la porcelaine comme moyen d'expression artistique.[réf. nécessaire]